# Catanzaro (stacja kolejowa)
Catanzaro (wł. Stazione di Catanzaro) – stacja kolejowa w Catanzaro, w prowincji Catanzaro, w regionie Kalabria, we Włoszech. Położona jest na linii Lamezia Terme – Catanzaro Lido. Znajduje się w dzielnicy Germaneto, kilka kilometrów od centrum miasta.
Według klasyfikacji RFI ma kategorię srebrną.

## Historia
Stacja kolejowa w Catanzaro został uruchomiona 15 czerwca 2008, równocześnie z otwarciem nowej linii między Settingiano i Catanzaro Lido. Zastąpiła ona starą stację Catanzaro, położoną w dzielnicy Sala u stóp wzgórza, na którym znajduje się centrum starego miasta.

## Linie kolejowe
- Lamezia Terme – Catanzaro Lido